# Castle Caulfield
Castle Caulfield er ruinen af en herregård i Castlecaulfield, County Tyrone, Nordirland.  
Huset blev opført til Sir Toby Caulfeild mellem 1611 og 1619. Han fik tildelt 1.000 acres i begyndelsen af Plantation of Ulster. Landet var tidligere ejet af Donnelly-familien, der var tæt forbundet med O'Neill-klanen i Dungannon. O'Donnellys ejendom låst nogle få km vest for Caulfield. Store dele af bygningen står stadig. Portbygningen blev genopbygget på et senere tidspunkt, mens de oprindelige døre er blevet genbrugt.
Castle Caulfield, der står som en ruine, er et State Care Historic Monument i bebyggelsen Lisnamonaghan, i Dungannon and South Tyrone Borough Council-området.